# Sicista cimlanica
Sicista cimlanica (мишівка цимлянська) — вид мишоподібних ссавців з родини мишівкових. 

## Морфологічна характеристика
Вид описано на основі філогенетичних методів. Каріотип: 2n = 22; NFa = 33–34. Отже, існує високий рівень каріотипної диференціації між S. severtzovi (2n = 26; NFa = 46) та S. cimlanica. Вид початково був описаний як підвид.

## Середовище проживання
Типова місцевість: Цимлянське водосховище, Цимлинські піски в басейні Нижнього Дону, Чернишковський район Волгоградської області, Росія.

## Назва
Вид названий на честь типової місцевості.